# Попытка государственного переворота в Чаде (2006)
Попытка государственного переворота в Чаде была предпринята против президента Чада Идриса Деби в ночь на 14 марта 2006 года.

## Ход попытки переворота
В организации переворота принимали участие чадские военные, возглавляемые братьями-близнецами Томом и Тимане Эрдими, двумя бывшими высокопоставленными офицерами, которые пытались свергнуть Деби и в 2004 году, и бывшим генералом Себи Агидом. О ходе и результатах переворота можно было узнать только со слов официальных лиц властей Чада. а также анонимных источников. Так министр культуры и общественных связей Чада, а также пресс-секретарь Правительства Чада, Хурмаджи Мусса Доумнгор рассказал о том, что братья Эрдими взяты в плен, в то время как другие восставшие бежали. Министр безопасности Чада Рутуанг Ёма Голом сообщил журналистам, что "около 100 военных, принимавших участие в перевороте, арестованы и будут преданы суду. ... Ситуация находится под полным контролем и вернулась в спокойное русло. Глава государства лично несколько раз появлялся в военных лагерях, чтобы навести там порядок." Голом сказал также о том, что военный суд над заговорщиками состоится в ближайшие 1 или 2 месяца, в то время как остальные участники заговора разыскиваются в восточном Чаде.
"Приближенные близнецов Эрдими и генерала Себи Агида намеревались воспользоваться отсутствием президента Деби, который пребывает в Экваториальной Гвинее, чтобы нанести вред Республике", - сообщил источник, пожелавший остаться неизвестным.
После сообщения о перевороте самолёт с Деби поспешно вернулся из Баты (Экваториальная Гвинея) в Нджамену (столицу Чада), в Бате президент Чада наряду с другими лидерами стран ЭКОЦАС принимал участие в саммите этой организации.
Согласно Доумнгору, восставшие военные бежали в семи транспортных средствах после того, как солдаты, преданные президенту, сорвали их попытку переворота. Две машины были остановлены, а их пассажиры "нейтрализованы". Остальные машины скрылись в восточной части Чада, преследуемые правительственными войсками. Доумнгор также заявил, что попытку переворота организовали бывшие члены вооружённых сил Чада и гражданского правительства Чада, ныне живущие в Буркина-Фасо, Камеруне, Судане и США.
Были также сообщения о том, что 14 и 15 марта в Нджамене не работали две городских мобильные сети. Правительственные силы обычно затрудняли способы связи вовремя проведения операций по обеспечению безопасности. Чадские повстанцы сообщали о том, что они собираются помешать проведению намеченных на 3 мая президентских выборов. Доумнгор сообщил же о том, что выборы не будут отложены.